# Bode-Panzer-Streik
Der Bode-Panzer-Streik fand 1946  beim Unternehmen Bode-Panzer in Hannover statt. Er war der erste große Streik der IG Metall in der Nachkriegszeit. Streikziel war eine Vereinbarung zur Mitbestimmung des Betriebsrates im Unternehmen. Nach einem mehrwöchigen Streik unter der Leitung von Otto Brenner und anderen wurde am 13. Dezember 1946 eine Betriebsvereinbarung zur umfassenden Mitbestimmung des Betriebsrates abgeschlossen.

## Vorgeschichte
Nach 1945 traten die Gewerkschaften für ein umfängliches Mitbestimmungsrecht der Betriebsräte und Gewerkschaften ein, auch in wirtschaftlichen Angelegenheiten. Ziel war eine Demokratisierung der Wirtschaft. Das Betriebsrätegesetz, das der Alliierte Kontrollrat am 10. April 1946 beschlossen hatte, beinhaltete nur wenige Rechte des Betriebsrates für innerbetriebliche Angelegenheiten. Es blieb selbst hinter den Regelungen des Betriebsrätegesetzes von 1920 zurück. Das Betriebsrätegesetz von 1946 sah keine Mitbestimmung in grundsätzlichen wirtschaftlichen Angelegenheiten vor. Es wurde von allen Gewerkschaften heftig kritisiert. Während einige Gewerkschaften es über mehrere Jahre bei Kritik des Gesetzes beließen, entschloss sich die Wirtschaftsgruppe Metall (der Vorläufer der IG Metall) unter der Leitung von Otto Brenner zu einer Doppelstrategie. Einerseits wurde weiter das Betriebsrätegesetz kritisiert und eine Verbesserung gefordert, anderseits wurde auf der betrieblichen Ebene versucht, Betriebsvereinbarungen zu konkreten Mitbestimmungsrechten der Betriebsräte durchzusetzen. Diese Herangehensweise wurde systematisch geplant. Den Betriebsräten wurde eine Musterbetriebsvereinbarung vorgestellt, die von Gewerkschaftern, Betriebsräten und Arbeitsrechtlern erarbeitet wurde. Gespräche zwischen der Wirtschaftsgruppe Metall und den Arbeitgeberverbänden führten zu keinem Ergebnis, so dass sich die Auseinandersetzung in die einzelnen Betriebe verlagerte. Im Rahmen dieser betrieblichen Auseinandersetzungen spielt der Streik bei der Firma Bode-Panzer-Geldschrankfabrik AG eine besondere Rolle, was sich an folgenden Zahlen verdeutlichen lässt, die im Jahresbericht der Wirtschaftsgruppe Metall in Niedersachsen für 1946 aufgeführt sind: „Bis zum Beginn des Bode-Panzer-Streiks waren in 17 Betrieben die Vereinbarungen zum Abschluss gekommen. Nach Beendigung des Streiks wurden weitere 22 Betriebsvereinbarungen unterzeichnet. Damit haben wir insgesamt 40 Betriebsvereinbarungen abgeschlossen (16 in Kleinbetrieben und 24 in Großbetrieben).“

## Streikverlauf
Der Streik bei der Firma Bode Panzer war der erste Streik der IG Metall nach 1945 und der erste Streik, mit dem Mitbestimmungsrechte des Betriebsrates erstritten wurden. Dort spitzte sich der Konflikt im November 1946 zu. Von den 320 Beschäftigten waren ca. 90 % Gewerkschaftsmitglieder, und es arbeitete dort ein einflussreicher Betriebsrat mit dem Betriebsratsvorsitzenden Fritz Wilharm, der auch Mitglied der KPD war. Besitzer der Bode-Panzer-Geldschrank AG war Hermann Bode. Da er in der Zeit des Nationalsozialismus Wehrwirtschaftsführer gewesen war, durfte er auf Anweisung der britischen Militäradministration nicht als Vorstandsmitglied von Bode Panzer agieren. Er war allerdings Vorsitzender des Aufsichtsrates und, was besonders brisant war, seit dem 11. Oktober 1945 Vorsitzender des Verbandes der Metallindustriellen Niedersachsens.
In enger Abstimmung zwischen dem Betriebsrat und Otto Brenner, Alfred Dannenberg und Heinrich Menius von der IG Metall wurde der Streik vorbereitet. Der Betriebsrat setzte der Firmenleitung für die Unterzeichnung einer Betriebsvereinbarung ein zeitliches Ultimatum bis zum 19. November 1946. Als der Zeitpunkt verstrichen war, legte die Belegschaft am selben Tag um 12 Uhr die Arbeit nieder. Diese Nachricht wurde sofort in eine zeitlich parallel tagende Vorstandssitzung des Arbeitgeberverbands weitergeleitet und führte dort zu grundsätzlichen Diskussionen. Der Streik dauerte über vier Wochen, wobei sich 90 % der Belegschaft beteiligten. Die Streikunterstützung betrug für Ledige 3 Reichsmark pro Tag, für Verheiratete 3,50 Reichsmark und für jedes Kind 0,50 Reichsmark. Während des Streiks gab es zahlreiche Versuche, zu einem Kompromiss zu kommen. Teilweise versuchte auch die Niedersächsische Landesregierung zu vermitteln. Die britische Militäradministration beobachtete das Geschehen genau, griff aber nicht in den Konflikt ein.
Ein Protokoll des Verbandes der Metallindustriellen Niedersachsen hält fest, dass die Arbeitgeber befürchteten, dass sich der Konflikt bei Bode-Panzer auf weitere niedersächsische Betriebe ausweiten könnte. Vermutlich waren sie deshalb auch bereit, einen Kompromiss einzugehen. Otto Brenner berichtete, dass ihn wenige Tage vor Ende des Streiks eine hochkarätige Delegation von Arbeitgebervertretern in seinem Büro aufsuchte. Die entscheidenden Gespräche wurden dort auf Seiten der IG Metall geführt von Otto Brenner, Alfred Dannenberg, dem Betriebsratsvorsitzenden Fritz Wilharm, zwei weiteren Betriebsratsmitgliedern von Bode-Panzer sowie Albin Karl von der Allgemeinen Gewerkschaft. Auf Seiten der Arbeitgeber waren bei dem Gespräch Hermann Bode, der Direktor von Bode-Panzer Schling, der Hauptgeschäftsführer des Verbandes der Metallindustriellen Niedersachsens Rudolf Holthausen, Rudolf Brendecke, der Vorsitzende des Allgemeinen Arbeitgeberverbandes, sowie ein Direktor Knips von der Firma Hackethal vertreten. Die Zusammensetzung dieser Gesprächsrunde zeigt die grundsätzliche Bedeutung, die der Bode-Panzer-Streik für die Gewerkschaften und die Arbeitgeberverbände hatte. Die Gespräche führten jedoch zu keinem Ergebnis, sondern wurden vertagt.

## Streikergebnis
Am 13. Dezember 1946 wurde bei Bode-Panzer eine Betriebsvereinbarung unterzeichnet, mit der sich IG Metall und Betriebsrat weitgehend durchgesetzt hatten. Erstmals wurden entscheidende Mitbestimmungsrechte des Betriebsrates bei Einstellungen und Entlassungen, bei Lohn- und Gehaltsregelungen, aber auch in wirtschaftlichen Angelegenheiten verankert. Der Entwurf wurde auf einer Betriebsversammlung bei Bode-Panzer am folgenden Tag einstimmig akzeptiert, und die Arbeit wurde wieder aufgenommen.
Die wichtigsten Eckpunkte der Betriebsvereinbarung lauten:
- Erlass und Änderungen der Arbeitsordnung und sonstiger Dienstvorschriften im Wege der Vereinbarung von Vorstand und Betriebsrat;
- Einstellungen, Entlassung, Versetzungen und Beförderungen sowie Lohn- und Gehaltsregelungen im Einvernehmen zwischen Vorstand und Betriebsrat. Im Streitfall tagt eine paritätische Schlichtungsstelle;
- Mitwirkung des Betriebsrates beim betrieblichen Wiederaufbau, bei der Festsetzung des Produktionsprogramms und der Schaffung neuer Arbeitsmethoden;
- Erweiterung, Einschränkung oder Stilllegung des Betriebes nur nach Zustimmung des Betriebsraters;
- Einsichtsrecht des Betriebsrates in Lohnbücher und Personalakten.
- Monatliche Besprechung zwischen Vorstand und Betriebsrat mit Vorlage von aktuellen Daten zur wirtschaftlichen Lage des Betriebes, wie z. B. Produktionsplanung, Beschäftigungsstand, geplante Betriebsumstellungen.
- Vorlage und Erläuterung des Jahresabschlusses gegenüber dem Betriebsrat durch den Vorstand;
- Zwei Betriebsratsmitglieder nehmen an den Sitzungen des Aufsichtsrates teil.

Der Abschluss dieser Betriebsvereinbarung wurde damals allgemein als Erfolg der IG Metall angesehen. So urteilt der Historiker Franz Hartmann: „So viel Mitbestimmung, wie hier durchgesetzt wurde, hatten die Arbeitnehmer bis zum heutigen Tage nicht mehr erfahren“. Nach dem erfolgreichen Streik bei Bode-Panzer wurden in weiteren Betrieben der Metallindustrie ähnliche Betriebsvereinbarungen zur Mitbestimmung des Betriebsrates abgeschlossen – insgesamt in 40 Betrieben. Bei den Diskussionen innerhalb der IG Metall über die zukünftige Gewerkschaftspolitik wurde der Bode-Panzer-Streik zu einem wichtigen Bezugspunkt.